# Isola Grande della Terra del Fuoco
L'Isola Grande della Terra del Fuoco (in spagnolo Isla Grande de Tierra del Fuego) è l'isola principale dell'arcipelago della Terra del Fuoco, situata all'estremità meridionale dell'America del Sud, da cui è separata dallo stretto di Magellano. È divisa politicamente in due parti: l'area occidentale, governata dal Cile all'interno della regione di Magellano e dell'Antartide Cilena, e l'area orientale, amministrata dall'Argentina attraverso la provincia di Terra del Fuoco, Antartide e Isole dell'Atlantico del Sud.
L'isola possiede un'area di 47992 km², risultando in questo modo la 29ª isola più grande del mondo. Le città principali sono Ushuaia e Río Grande, entrambe in territorio argentino, mentre il punto geografico più alto è il Monte Shipton (2.469 m), in Cile. Altre città importanti sono Tolhuin e Porvenir, rispettivamente in Argentina ed in Cile.
La parte settentrionale dell'isola presenta giacimenti petroliferi; tra questi, il più rilevante centro di estrazione è quello di Cerro Sombrero, in territorio cileno.
Al suo interno si trova la parte finale della Cordigliera delle Ande, che nella sua punta ad est, si inabissa nell'Oceano Atlantico per riemergere con la relativamente piccola Isola degli Stati.